# Aglasterhausen

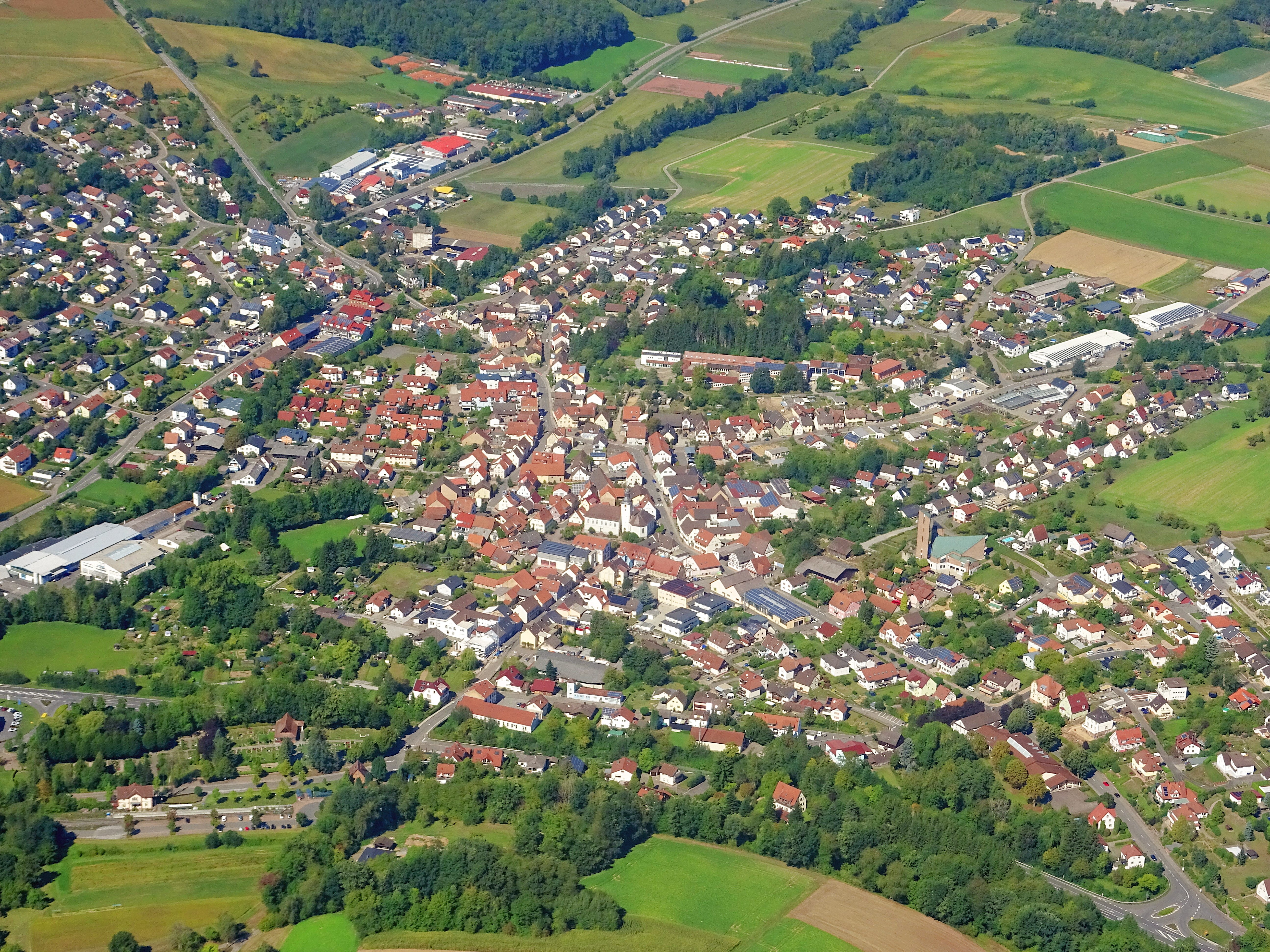
Luftaufnahme von Aglasterhausen

Aglasterhausen ist eine zum Neckar-Odenwald-Kreis gehörende Gemeinde in Baden-Württemberg. Sie gehört zur europäischen Metropolregion Rhein-Neckar.

## Geographie

### Geographische Lage
Das Gemeindegebiet liegt im nordbadischen Kleinen Odenwald, grenzt an den nordöstlichen Kraichgau und ist etwa 25 Kilometer südöstlich von Heidelberg gelegen.

### Gemeindegliederung
Zur Gemeinde Aglasterhausen gehören die ehemaligen Gemeinden Breitenbronn, Daudenzell und Michelbach. Zu Aglasterhausen in den Grenzen von 1971 gehören der Ort Steinzeugwarenfabrik (Tongrube) und die Häuser Neumühle und Weilermühle. Zu Daudenzell gehört das Haus Zellermühle.

### Nachbargemeinden
An die Gemeinde Aglasterhausen grenzen im Norden die Gemeinden Schwarzach und Neunkirchen, im Osten die Gemeinde Obrigheim, im Süden und Westen der Rhein-Neckar-Kreis mit den Gemeinden Helmstadt-Bargen, Reichartshausen und Schönbrunn an.

### Schutzgebiete
Im Norden der Gemeinde liegt das Naturschutzgebiet Hinterer See und im Osten das Naturschutzgebiet Wengert. Das gesamte Gemeindegebiet liegt im Naturpark Neckartal-Odenwald.

## Geschichte

### Aglasterhausen

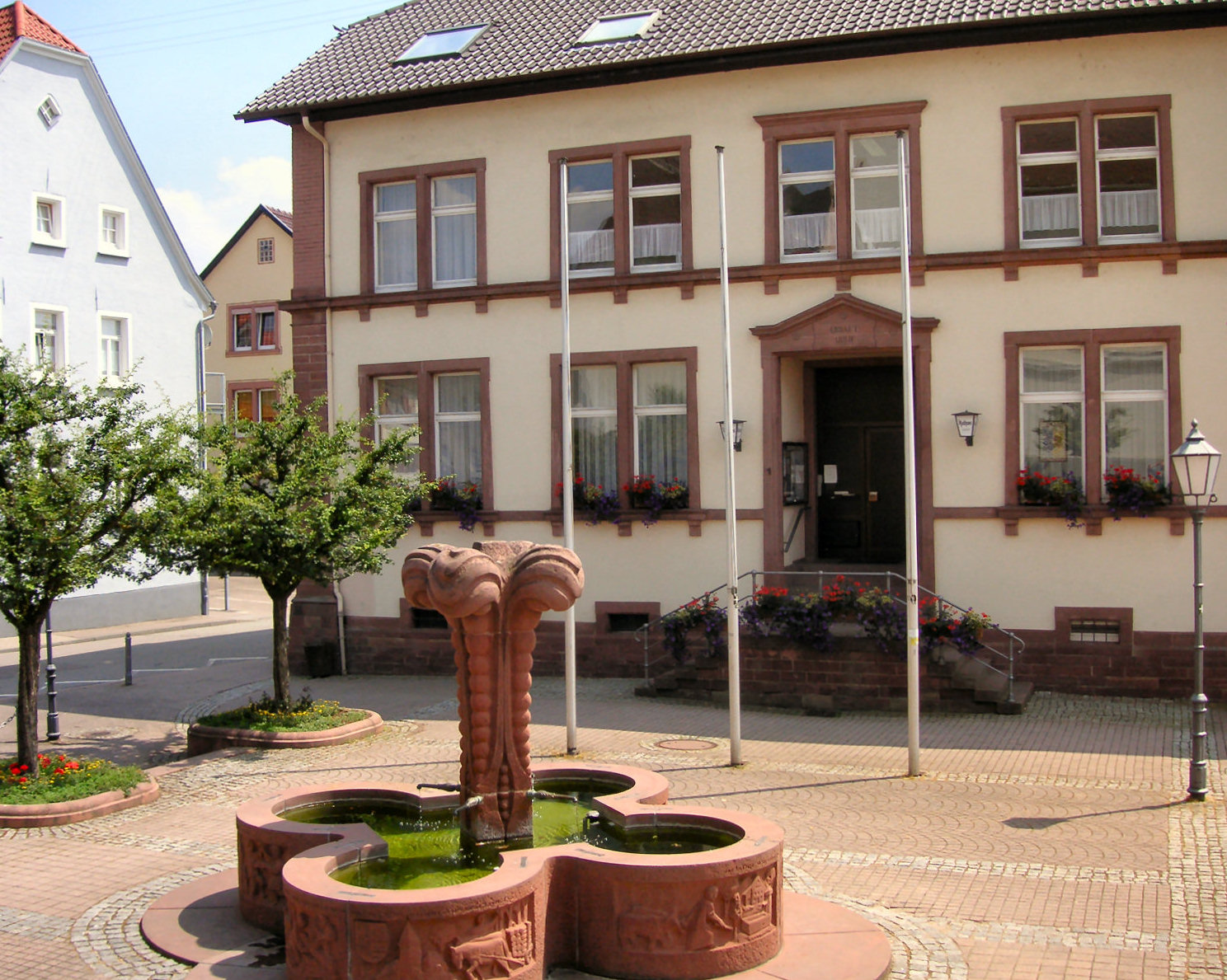
Rathaus Aglasterhausen mit Ortsbrunnen

Der Ortsname leitet sich vom althochdeutschen agilalstra (=Elster) her. Über agilaster, Aggleisterhusen (1265), Agilsterhusen (1278), Agileisterwiler, Alsterhausen, Agelesterhausen (1406) wandelte sich der Ortsname schließlich zum heutigen Aglasterhausen. Während der Zeit der Stammesherzogtümer lag der Ort im Herzogtum Franken.
Aglasterhausen wurde 1137 in Kaufverhandlungen in Verbindung mit den Herren von Kirchheim erstmals urkundlich erwähnt. Das Patronatsrecht lag bei den Herren von Horneck. Die Brüder Werner und Konrad von Horneck schenkten mit einer Urkunde vom 27. Mai 1254 diese Rechte zusammen mit denen von Helmstadt dem Stift Wimpfen.
Um 1255 tritt ein „Wer…“ (Werner?) von Agilasterhusen gemeinsam mit einem Arnold und Sweneger als Unterzeichner eines Schriftstückes in Erscheinung. Vermutlich stand zu jener Zeit auch eine kleine Wehrburg auf dem Gewann Schlossbuckel, die Burg Aglasterhausen. Die Anlage wurde 1959 bei Straßenbauarbeiten entdeckt. Als Besitzer der Burg erscheint zunächst ein Edelknecht zu Aglaisterhausen, danach ein Swicker von Helmstatt, der sie 1421 samt Äcker und Wiesen an die Herren von Hirschhorn verkaufte, die schon 1358 einen Teil des Ortslehens von Diether von Massenbach gekauft hatten. Die Ritter von Hirschhorn verwalteten als Dorfvögte die Bischofsgüter im Ort. Der Zehnt floss zu dem Stift Wimpfen im Tal. Nach einer alten Beschreibung befand sich das Amtshaus der Vögte an der Kirchhofmauer (vermutlich Haus Höfer). Johann von Hirschhorn verpfändet den Ort 1416 an die Kurpfalz.
Nach dem Aussterben der Hirschhorn 1632, erhielten die Herren von Ehrenberg das Lehen. Nach deren Aussterben erhielt Graf Johann Anton Cratz von Scharfenstein, Neffe des Bischofs Eberhard Cratz von Scharfenstein, das Lehen. Jedoch zog der Bischof mit der Bevorzugung der eigenen Familie den Ärger der Kurpfälzer auf sich. Zwischen 1678 und 1680 schickten diese ihren Zentgrafen in dörflich-vogteiliche Ruggerichtssitzungen und sorgten für reichlich Konflikte. Nach dem Aussterben der Grafen Scharfenstein 1718, ließ das Bistum Worms den Ort durch den Amtmann Herr Valois mit Sitz auf Burg Ehrenberg verwalten. Dieser hatte wohl viel zu tun, die Rechte des Bischofs gegen die Kurpfalz zu verteidigen.
Im Jahre 1803 fiel im Rahmen des Reichsdeputationshauptschlusses Aglasterhausen an das Großherzogtum Baden. Im Jahre 1862 erhielt Aglasterhausen Anschluss an die Badische Odenwaldbahn; in der Folge soll der Ort wie ausgestorben gewirkt haben. Bäckereien, Gaststätten und Schmieden mussten schließen, auch bedingt durch eine Missernte im selben Jahr. Der Bahnhof Aglasterhausen ist seit 1971 Endpunkt dieser Bahnstrecke. Im Jahre 1939 wurden 1087 Einwohner gezählt, Ende 1945 waren es 1338.

### Breitenbronn

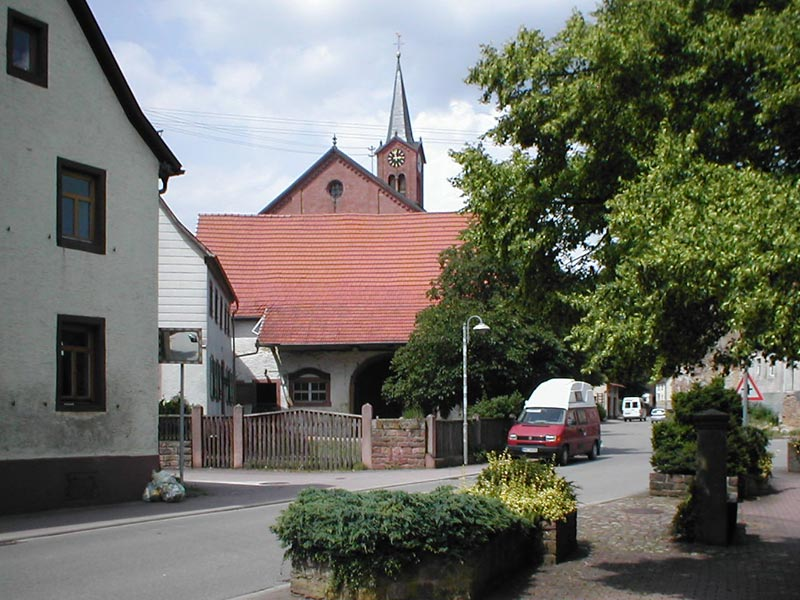
Ortsmitte von Breitenbronn

Breitenbronn liegt in einem Seitental des Schwarzbaches. Erstmals erwähnt wurde der Ort 976 als ein von Kaiser Otto II. dem Domstift Worms verliehenes Zubehör zur Abtei Mosbach. Später war der Ort kurpfälzisch. Lehensträger im 17. Jahrhundert waren die Landschad von Steinach zu Eicholzheim. Nach 1803 gehörte Breitenbronn zum Bezirksamt Neckargemünd. 1939 wurden 229 Einwohner gezählt, Ende 1945 waren es 257. Der Ort wurde am 1. März 1972 nach Aglasterhausen eingemeindet.

### Daudenzell
Daudenzell wurde wie Breitenbronn ebenfalls 976 als Zubehör der Abtei Mosbach erwähnt und wurde ebenfalls später pfälzisch. Ortsherren waren u. a. die Herren von Gemmingen. Daudenzell gehörte bis 1803 zur so genannten Stüber Zent des kurpfälzischen Oberamts Heidelberg, anschließend zum Großherzogtum Baden und zu dessen Amtsbezirk bzw. Landkreis Mosbach. 1939 wurden 231 Einwohner gezählt, Ende 1945 waren es 249. Der Ort wurde am 1. Januar 1975 nach Aglasterhausen eingemeindet.

### Michelbach

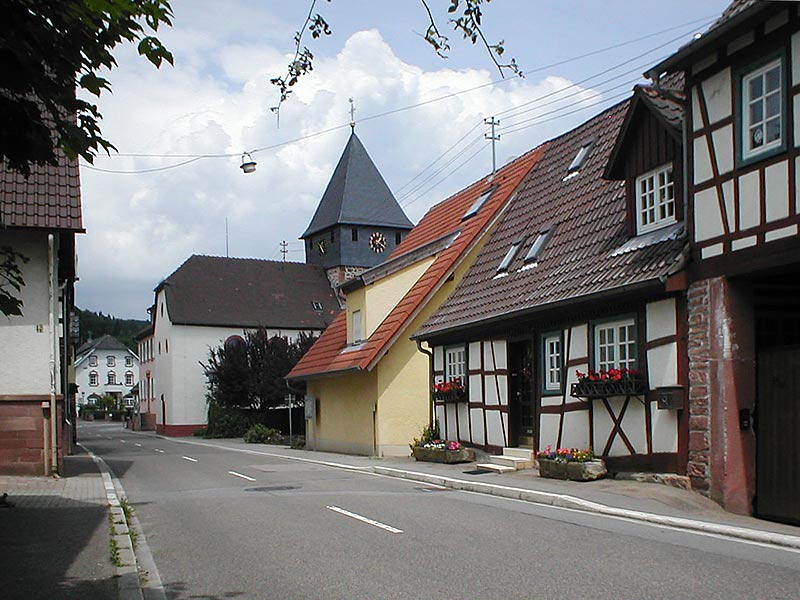
Hauptstraße von Michelbach

Michelbach im Tal des gleichnamigen Baches wurde erstmals 1383 erwähnt und war ebenfalls Kurpfälzer Besitz unter Lehensherrschaft u. a. der Herren von Berlichingen, das Kirchenpatronat lag bei den Grafen von Löwenstein und den Herren von Helmstatt. Der Ort war bis zum Jahre 1803 kurpfälzisch und gehörte zum Oberamt Heidelberg und dort zur Stüber Zent. 1939 wurden 385 Einwohner gezählt, Ende 1945 waren es 411. Michelbach wurde am 1. Februar 1974 nach Aglasterhausen eingemeindet.

### Eingemeindungen
- 1. März 1972: Breitenbronn[5]
- 1. Februar 1974: Michelbach[6]
- 1. Januar 1975: Daudenzell[6]

## Religion
Seit Einführung der Reformation in der Kurpfalz ist Aglasterhausen mehrheitlich evangelisch geprägt, neben den beiden evangelischen Pfarrämtern gibt es aber auch ein römisch-katholisches Pfarramt.

## Politik

### Gemeinderat
Der Gemeinderat hat normalerweise 18 ehrenamtliche Mitglieder, die für fünf Jahre gewählt werden. Häufig erhöht sich die Zahl der Mitglieder durch Ausgleichssitze (gesamt 2019: 20 Sitze). Hinzu kommt die Bürgermeisterin als stimmberechtigte Gemeinderatsvorsitzende.
Dabei garantiert die Unechte Teilortswahl den Ortsteilen eine festgelegte Anzahl von Sitzen: Aus Aglasterhausen kommen mindestens zehn, aus Michelbach mindestens vier sowie aus Breitenbronn und Daudenzell jeweils mindestens zwei Gemeinderäte.
Die Kommunalwahl am 9. Juni 2024 führte zu folgendem Ergebnis:
| Partei / Liste                      | 2024          | 2024   | 2019          | 2019   |
| Partei / Liste                      | Stimmenanteil | Sitze  | Stimmenanteil | Sitze  |
| ----------------------------------- | ------------- | ------ | ------------- | ------ |
| Unabhängige Wählervereinigung (UWV) | 60,5 %        | 11     | 52,3 %        | 10     |
| Grüne Liste Aglasterhausen (GLA)    | 18,4 %        | 3      | 19,7 %        | 4      |
| CDU/Bürgerliste                     | 19,6 %        | 4      | 18,4 %        | 4      |
| SPD                                 | 1,6 %         | --     | 9,5 %         | 2      |
| Wahlbeteiligung:                    | 65,2 %        | 65,2 % | 61,4 %        | 61,4 % |

### Bürgermeister
Der Bürgermeister wird für acht Jahre direkt gewählt.
- 1981–2013: Erich Dambach
- 2013–2021: Sabine Schweiger
- seit 6. April 2021: Stefan Kron

### Wappen
| Wappen von Aglasterhausen | Blasonierung: „In Silber (Weiß) auf grünem Schildfuß zwischen zwei grünen Pappeln mit schwarzem Stamm ein rotes Haus, auf dessen Dach eine schwarze Elster sitzt.“ |
| Wappen von Aglasterhausen | Wappenbegründung: Das Wappenbild begegnet in ähnlicher Form bereits im Gerichtssiegel aus der zweiten Hälfte des 18. Jahrhunderts und ist redend für den Ortsnamen, der als Elsterhausen gedeutet wird (von althochdeutsch agilastra = Elster, Krähe). Das rote Ziegeldach zwischen zwei Pappeln soll Tonvorkommen auf feuchtem Grund anzeigen. |

## Kultur und Sehenswürdigkeiten
In Aglasterhausen befinden sich in der Ortsmitte das Rathaus und die evangelische Kirche mit markantem Doppelschiff von 1806/07. Auf dem Dorfplatz steht ein alter Eichbrunnen sowie ein neuer Sandsteinbrunnen. Das Pfarrhaus ist ein barocker Bau des 18. Jahrhunderts. Die Hauptstraße und die Landstraße wurde um 1780 von Kurfürst Carl Theodor neu angelegt. Ein 2006 renovierter Gedenkstein der Stüber Cent von 1782 erinnert an ihn. Längs der Hauptstraße befinden sich verschiedene historische Anwesen aus der Zeit des Baus der Straße, darunter das historische Gasthaus Drei Könige von 1780. Im Ort sind verschiedene weitere historische Anwesen, teils mit Zierfachwerk (z. B. Haus Mosbacher Straße 3), erhalten. Die Katholische Kirche stammt von 1964. Im Ort befand sich seit dem hohen Mittelalter eine Burg, die von 1387 bis 1421 von den Herren von Helmstatt bewohnt wurde. Die Burgruine wurde beim Bau der Bundesstraße 292 abgetragen. Des Weiteren wurden Mauer- und Straßenreste aus der Römerzeit gefunden.

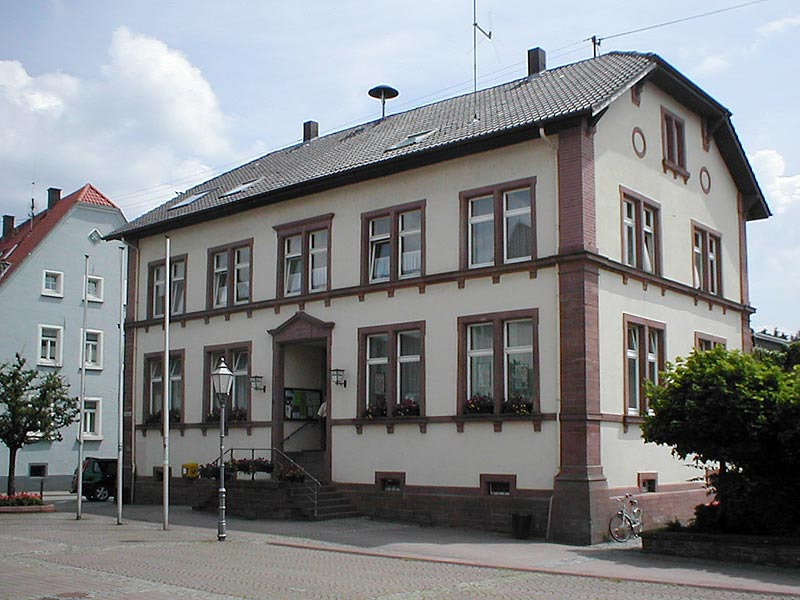
Rathaus
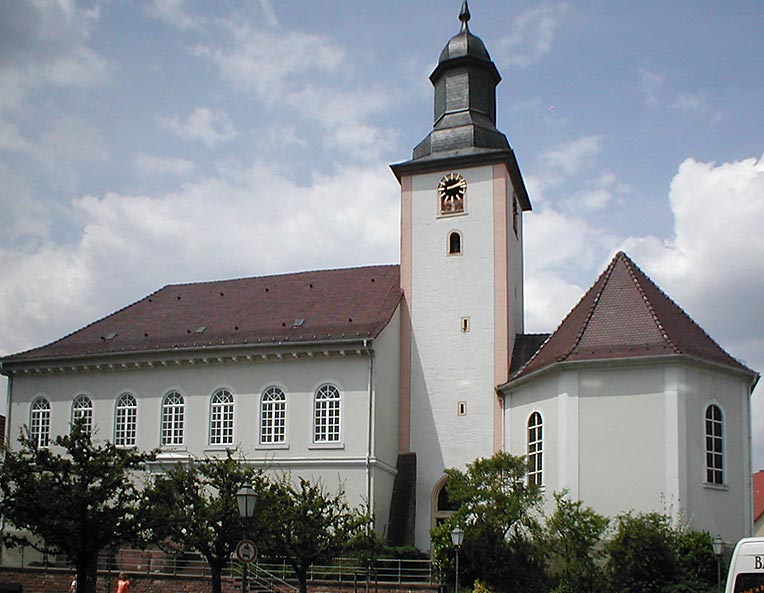
Evangelische Kirche
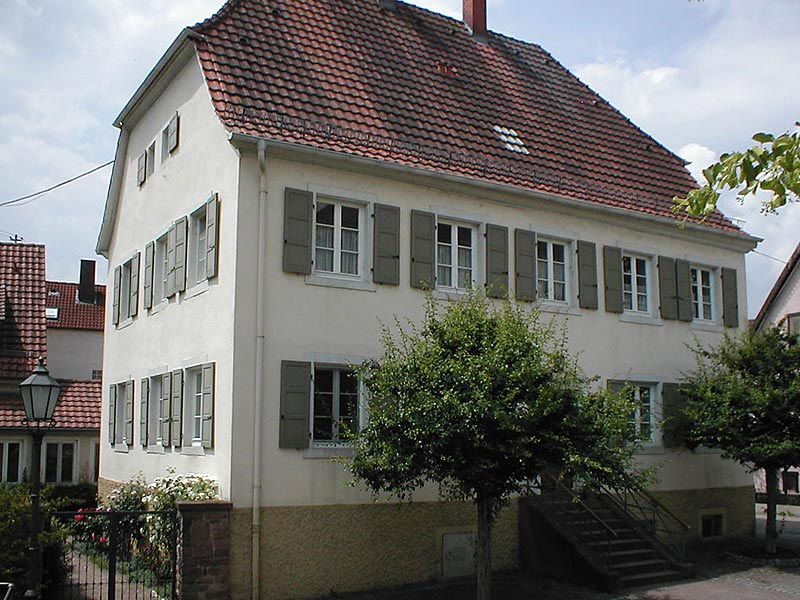
Evangelisches Pfarrhaus
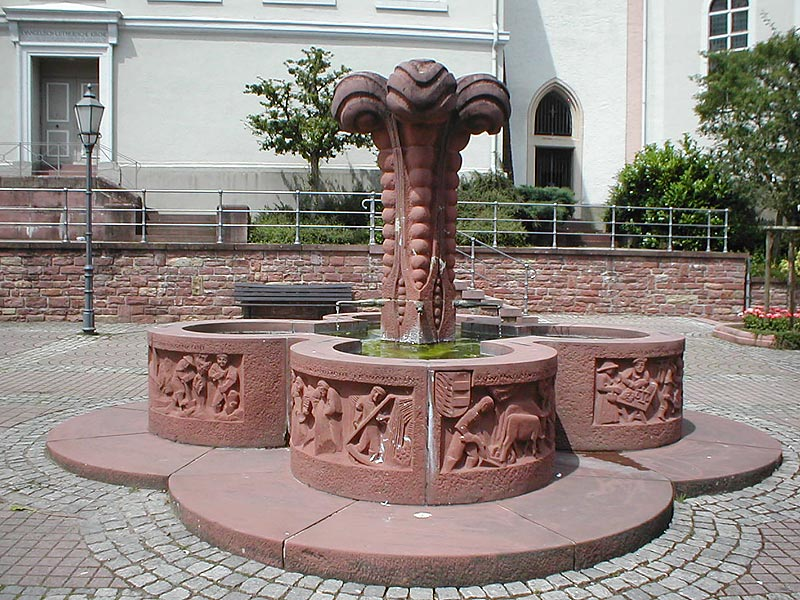
Ortsbrunnen
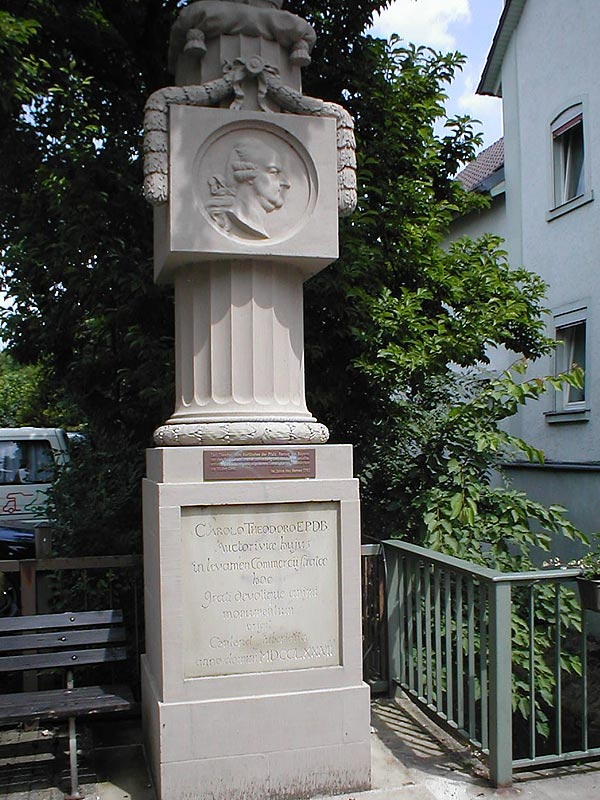
Denkmal Carl Theodor
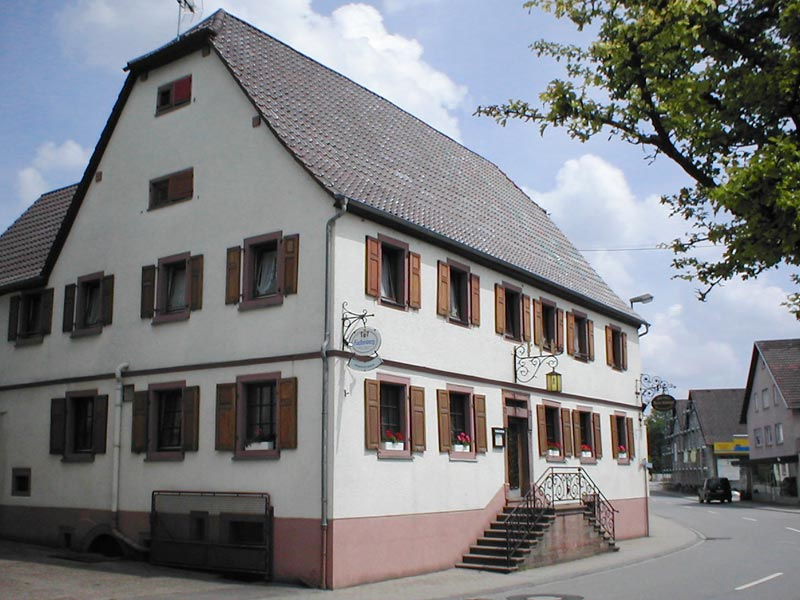
Gasthaus Drei Könige
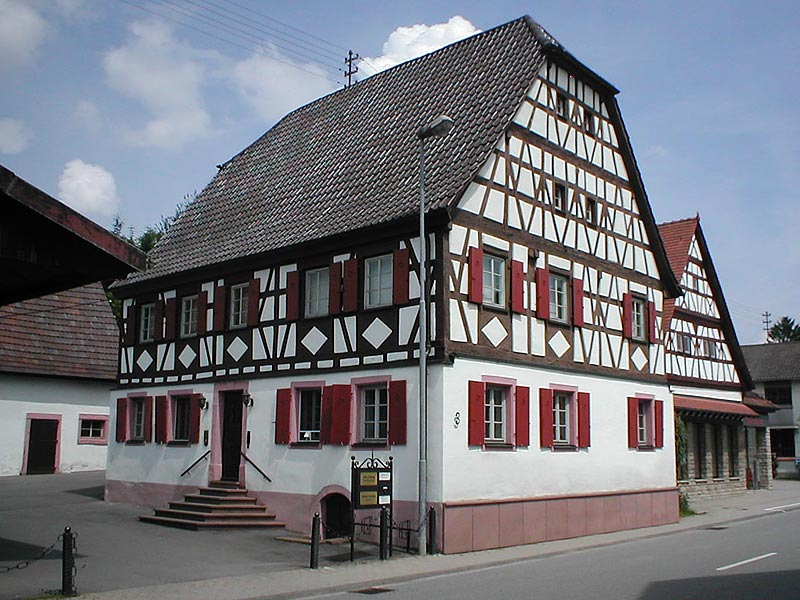
Historisches Fachwerkgebäude
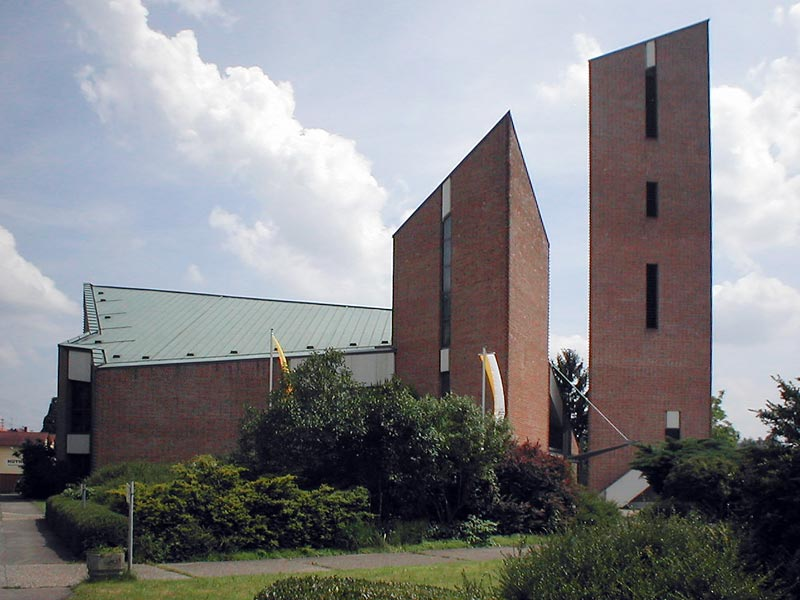
Katholische Kirche

In Breitenbronn sind in der Ortsmitte das Rathaus sowie die Kirche von 1840 zu sehen. Dort befinden sich auch historische Brunnen und mehrere Anwesen, die teils ins 18. Jahrhundert datieren.

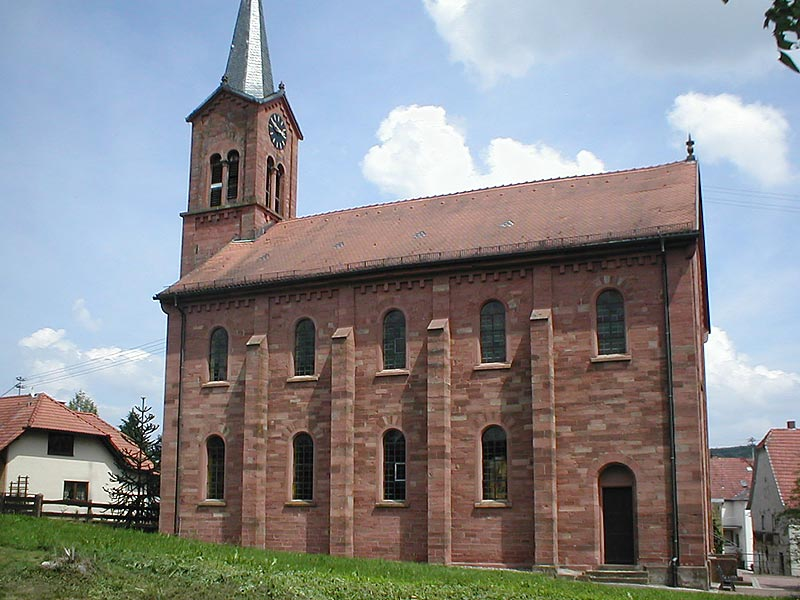
Kirche Breitenbronn
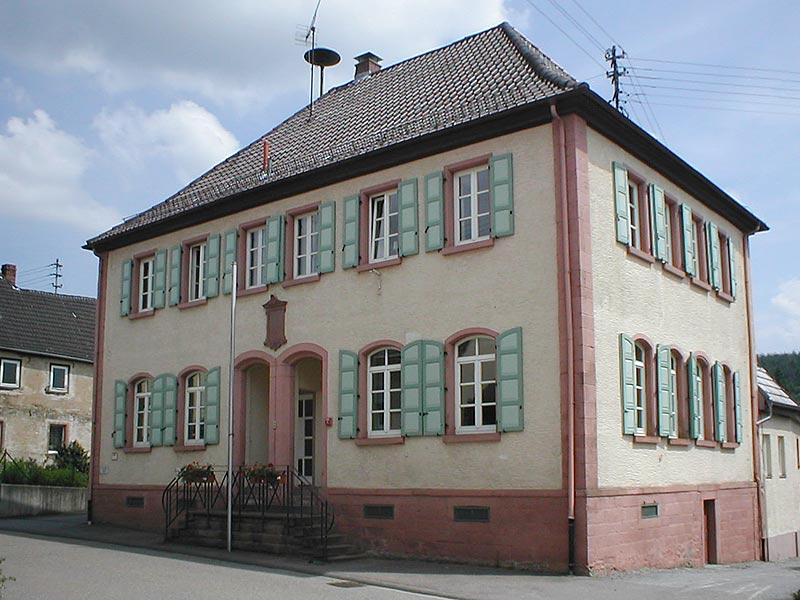
Rathaus Breitenbronn
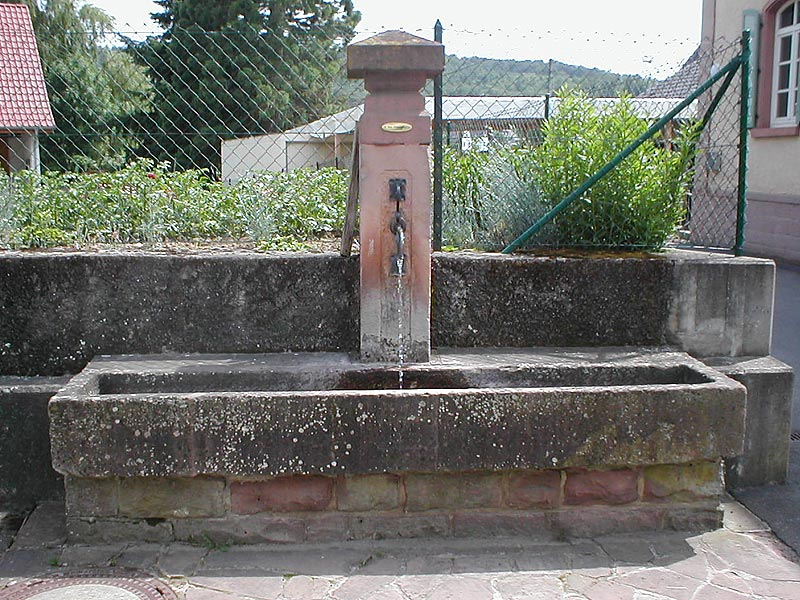
Dorfbrunnen
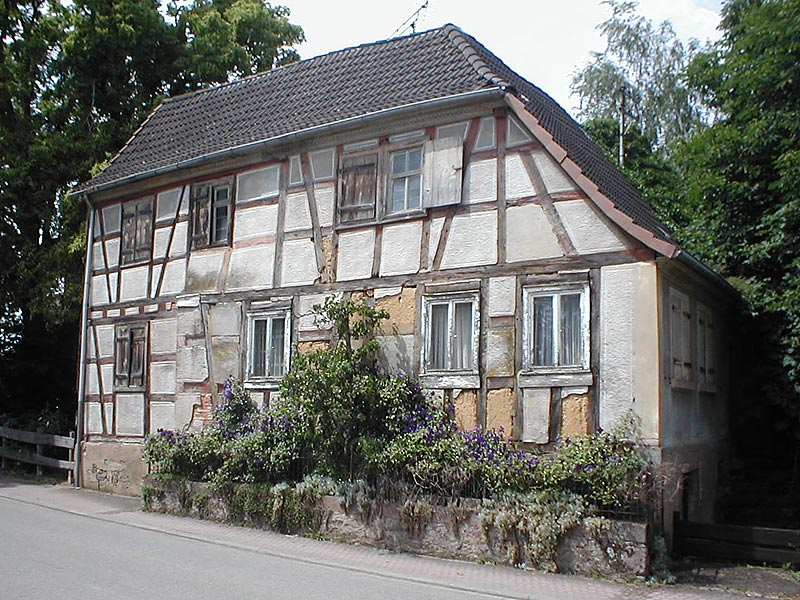
Fachwerkgebäude

In Daudenzell befindet sich eine evangelische Kirche mit außergewöhnlichem Altar sowie Wandmalereien des 13. Jahrhunderts im Turm. Das direkt bei der Kirche befindliche evangelische Pfarrhaus wurde 1735 errichtet. Das Rathaus weist ein großformatiges Fassadengemälde mit Szenen aus der Ortsgeschichte auf. Außerdem ist der beachtliche Bestand an vergleichsweise großen historischen bäuerlichen Anwesen bemerkenswert.

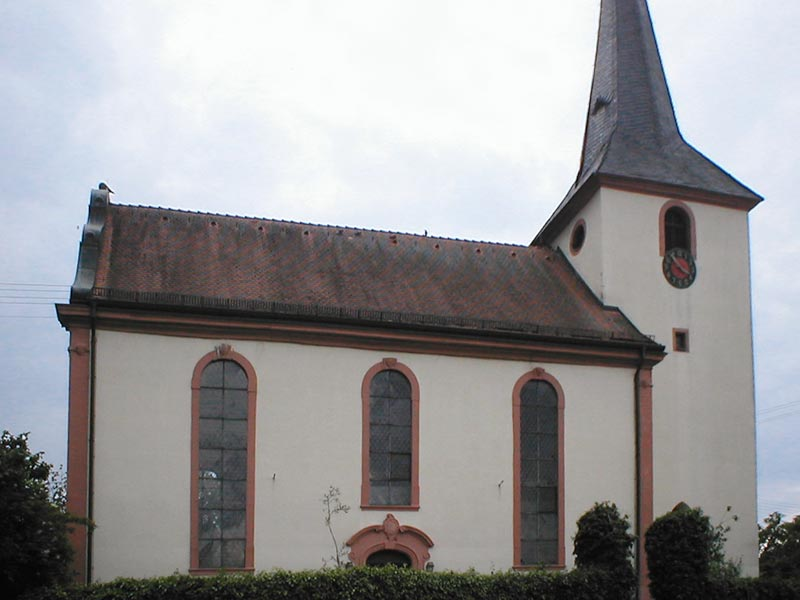
Evang. Kirche
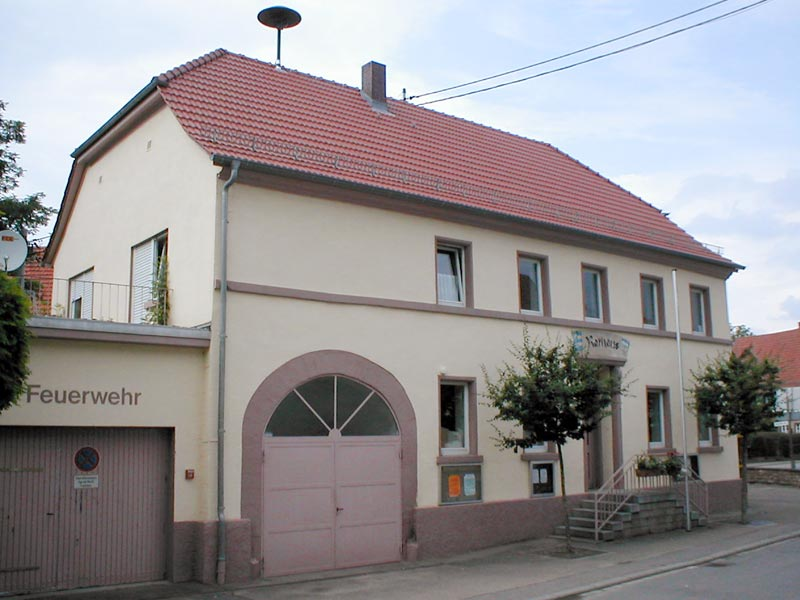
Rathaus Daudenzell
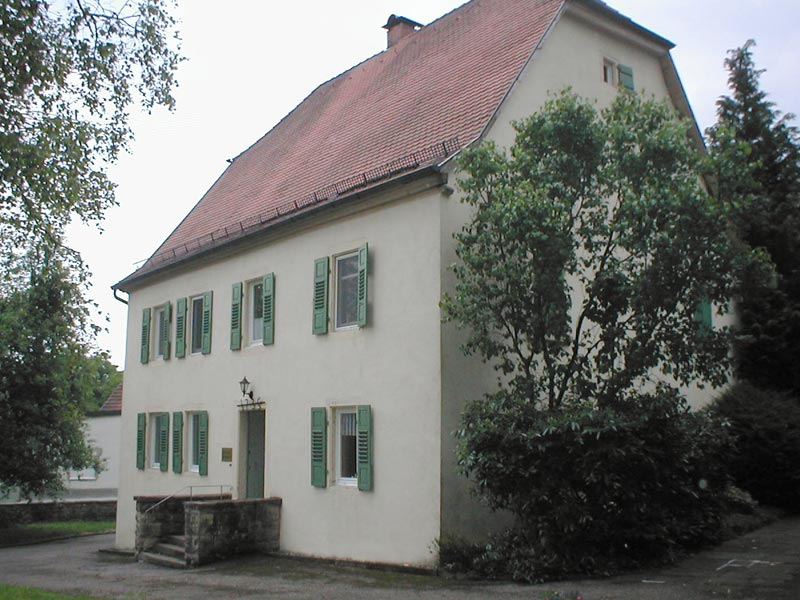
Evang. Pfarrhaus
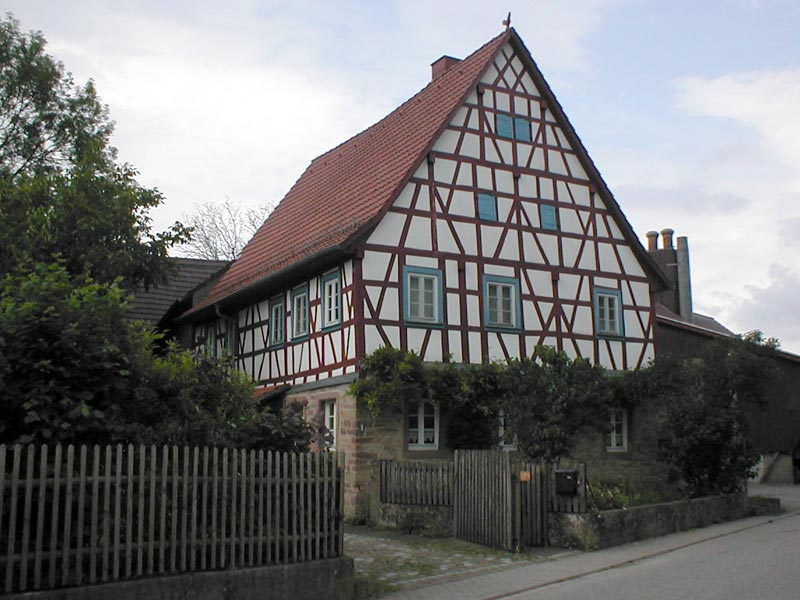
Hist. Fachwerkgebäude

In Michelbach befinden sich ebenfalls Rathaus, Kirche und Dorfbrunnen sowie historische Fachwerkgebäude.

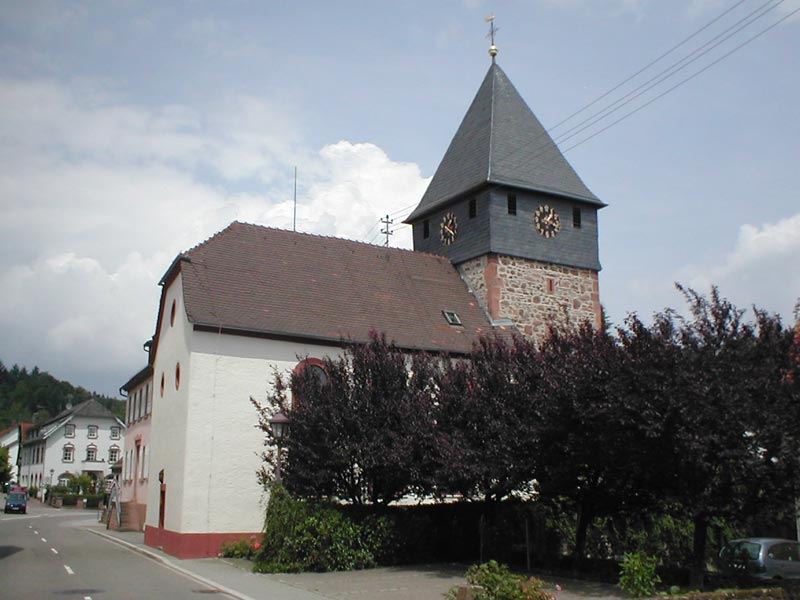
Kirche Michelbach
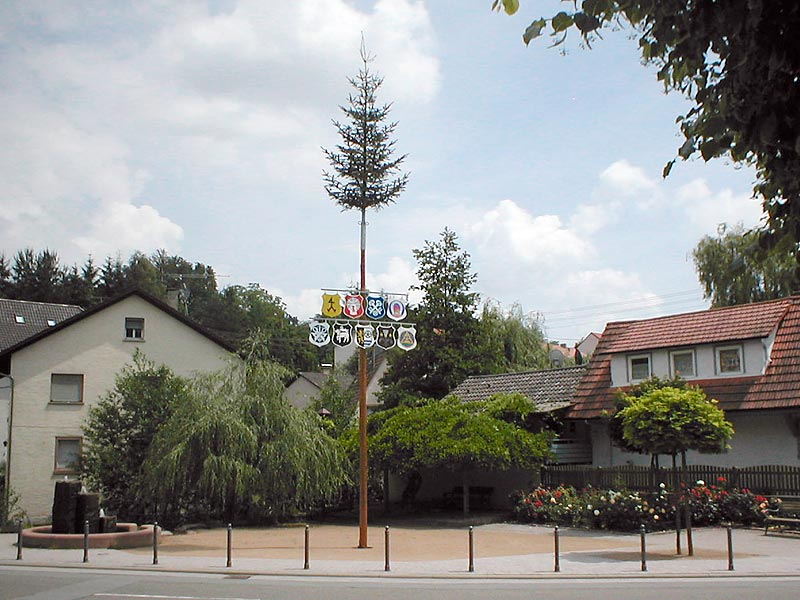
Dorfplatz von Aglasterhausen-Michelbach
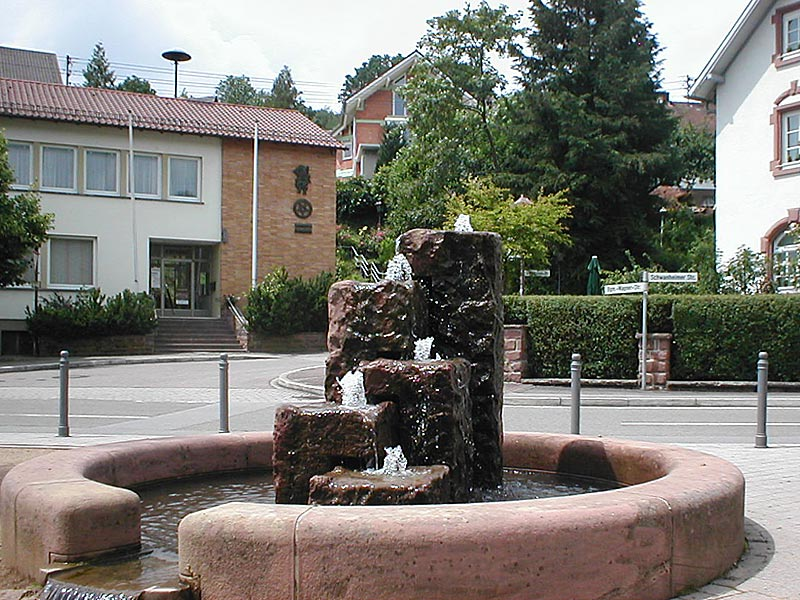
Dorfbrunnen Michelbach

## Wirtschaft und Infrastruktur

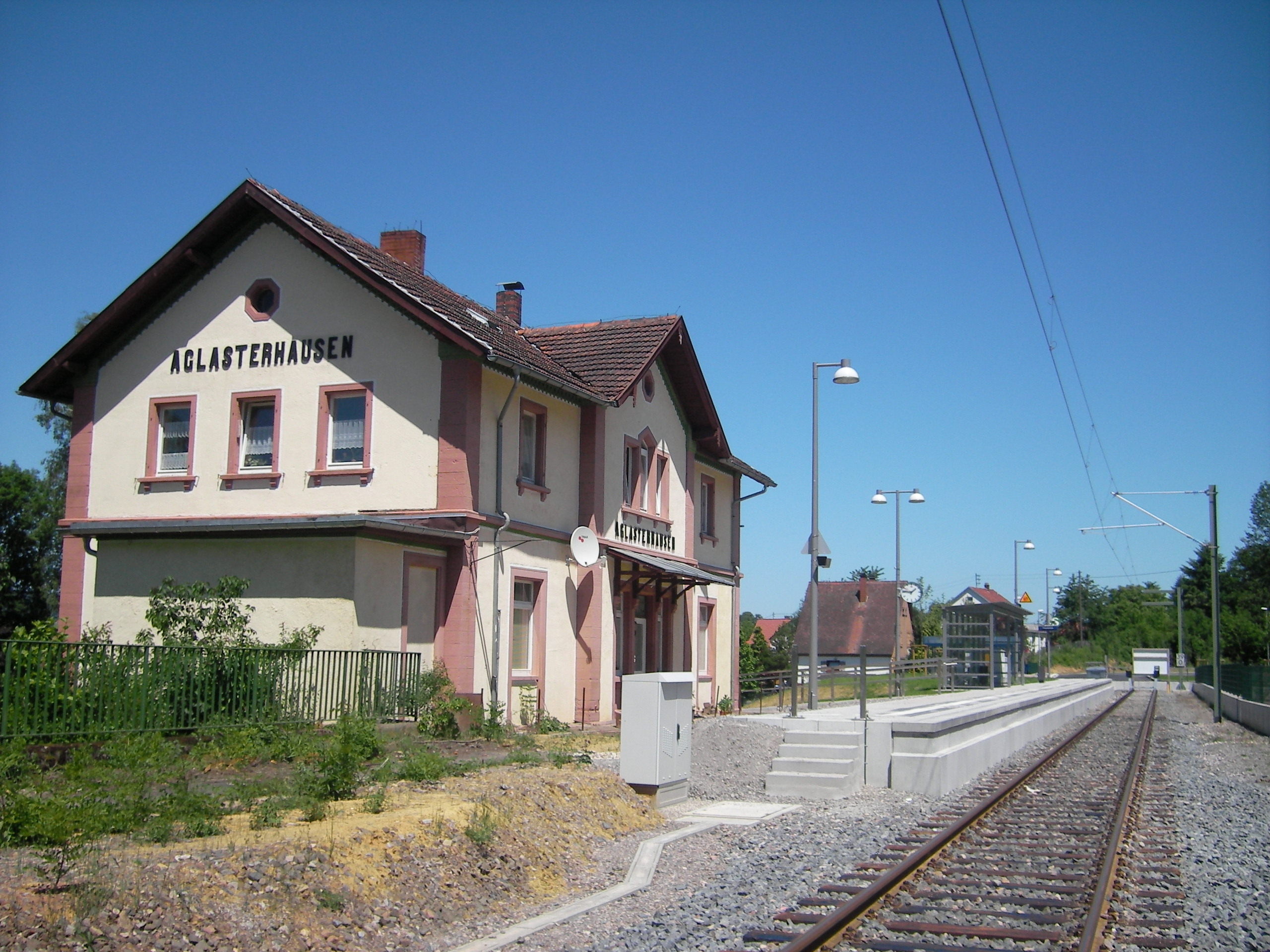
Haltepunkt Aglasterhausen der S-Bahn RheinNeckar

### Verkehr
Aglasterhausen ist Endpunkt der Schwarzbachtalbahn (Baden) von Meckesheim und mit der Linie S 51 in die S-Bahn RheinNeckar eingegliedert. Die Züge werden bis Heidelberg, Mannheim und teilweise Mainz durchgebunden. Durch die Bundesstraße 292 (Bad Schönborn-Lauda-Königshofen) ist Aglasterhausen an das überregionale Straßennetz angebunden.
Durch eine Alltagsroute aus dem Radnetz Baden-Württemberg ist Aglasterhausen über Helmstadt-Bargen mit Waibstadt und in der anderen Richtung über Obrigheim mit Mosbach verbunden. Die Route befindet sich etwas außerhalb des Ortes bei Daudenzell.

### Öffentliche Einrichtungen
- Alte Ziegelei – Tagesstätte der Caritas für Demenzkranke
- Ein Alten- und Pflegeheim
- Baulandhalle

### Bildung
Neben einer Grundschule besteht mit der Gebrüder-Grimm-Schule auch noch ein Sonderpädagogisches Bildungs- und Beratungszentrum mit Förderschwerpunkt Lernen im Ortsteil Daudenzell. Zudem gibt es noch zwei kommunale Kindergärten und einen evangelischen Kindergarten im Ort.

## Persönlichkeiten
- Auguste von Padberg (1769–1850), Journalistin, hat zu Des Knaben Wunderhorn beigetragen[8]
- Johann Wilhelm Röther (1766–1817), Pfarrer, hat zu Des Knaben Wunderhorn beigetragen[8]
- Albert Schreiner (1892–1979), kommunistischer Politiker und Historiker
- Hans Kissel (1897–1975), Generalmajor
- Carl Dornes (1906–1980), Jurist und Politiker (FDP/DVP)
- Helmut Degen (1911–1995), Komponist
- Kurt Wagner (1915–1986), Politiker (SPD)
- Helmut Kissel (* 1929 in Mannheim), Baptistenpastor und Kunstmaler; Kissel verbrachte Kindheit und Jugend in Aglasterhausen, wo seine Eltern eine Apotheke besaßen.
- Hermann Wellenreuther (1941–2021), Historiker